# Alpes du Sud (Nouvelle-Zélande)
Pour les articles homonymes, voir Alpes du Sud.
Les Alpes du Sud (en anglais : Southern Alps, en maori de Nouvelle-Zélande : Kā Tiritiri o te Moana, littéralement « les crêtes de la mer », car leurs sommets enneigés font penser à des vagues sur la mer), aussi appelées Alpes néo-zélandaises, sont une chaîne de montagnes située sur la partie occidentale de l'île du Sud en Nouvelle-Zélande. Elles forment une limite naturelle dans le sens de la longueur de l'île du Sud. L'Aoraki/Mont Cook (Aoraki est le nom en langue māori jumelé avec le nom du navigateur britannique) est le point culminant à 3 724 m d'altitude. Seize autres sommets de la chaîne s'élèvent à plus de 3 000 m d'altitude.
Les parcs nationaux occupent une part importante du massif, les principaux étant : le parc national de Westland Tai Poutini, le parc national du mont Aspiring et le parc national Aoraki/Mount Cook. Les Alpes du Sud comptent aussi quelque 360 glaciers. Le glacier Tasman, le plus vaste d'entre eux, s'étend sur 29 kilomètres.
Les Alpes du Sud ont été nommées ainsi - en référence aux Alpes - par le capitaine Cook le  23 mars 1770 qui souligna leur « hauteur prodigieuse ». Elles avaient été repérées auparavant par Abel Tasman en 1642, qui avait déjà noté leur altitude impressionnante.
Elles sont connues mondialement du grand public pour avoir servi de décor à l'adaptation cinématographique Le Seigneur des anneaux par Peter Jackson du roman homonyme.

## Géologie
Les Alpes du Sud se trouvent sur une faille à la limite de deux plaques tectoniques faisant partie de la ceinture de feu du Pacifique, la plaque pacifique entrant en collision avec la plaque australienne.
Au cours des 45 derniers millions d'années, la subduction de la plaque pacifique (faille inverse) a poussé une épaisseur de 20 km de croûte terrestre sous la plaque australienne pour former les Alpes, même si une grande partie s'est érodée depuis.
Le soulèvement est ensuite devenu plus rapide au cours des 5 derniers millions d'années. Les montagnes ont continué de se soulever sous la pression tectonique, provoquant des tremblements de terre sur la faille alpine (en), ainsi que sur d'autres failles proches. Malgré ce soulèvement substantiel, le mouvement le long de la faille alpine est resté essentiellement horizontal.

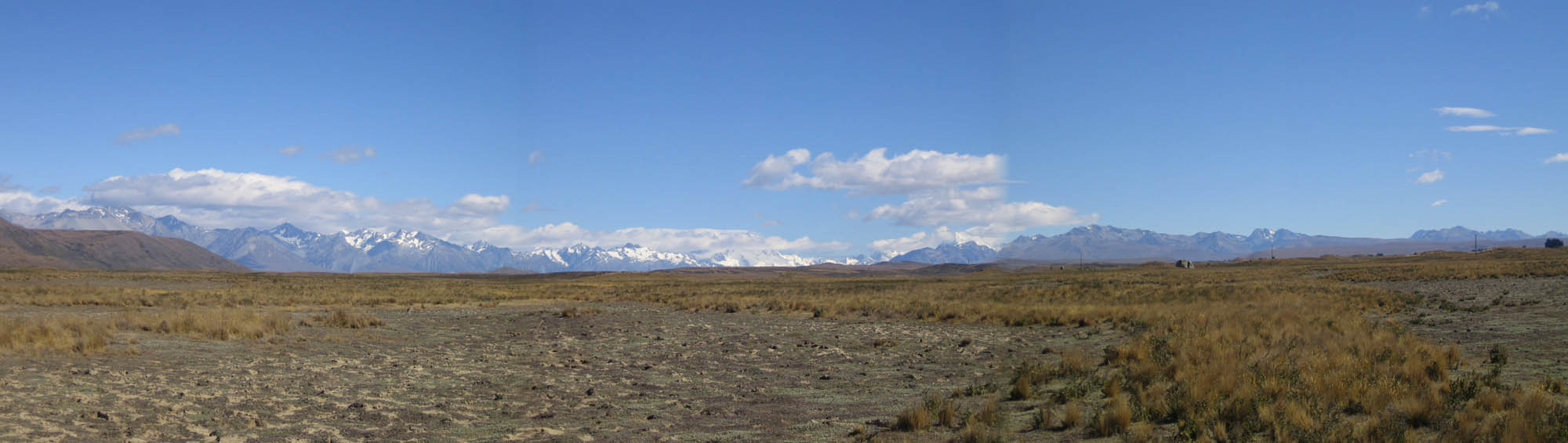
Photo panoramique des Alpes du Sud.

## Sommets de plus de3 000 mètres

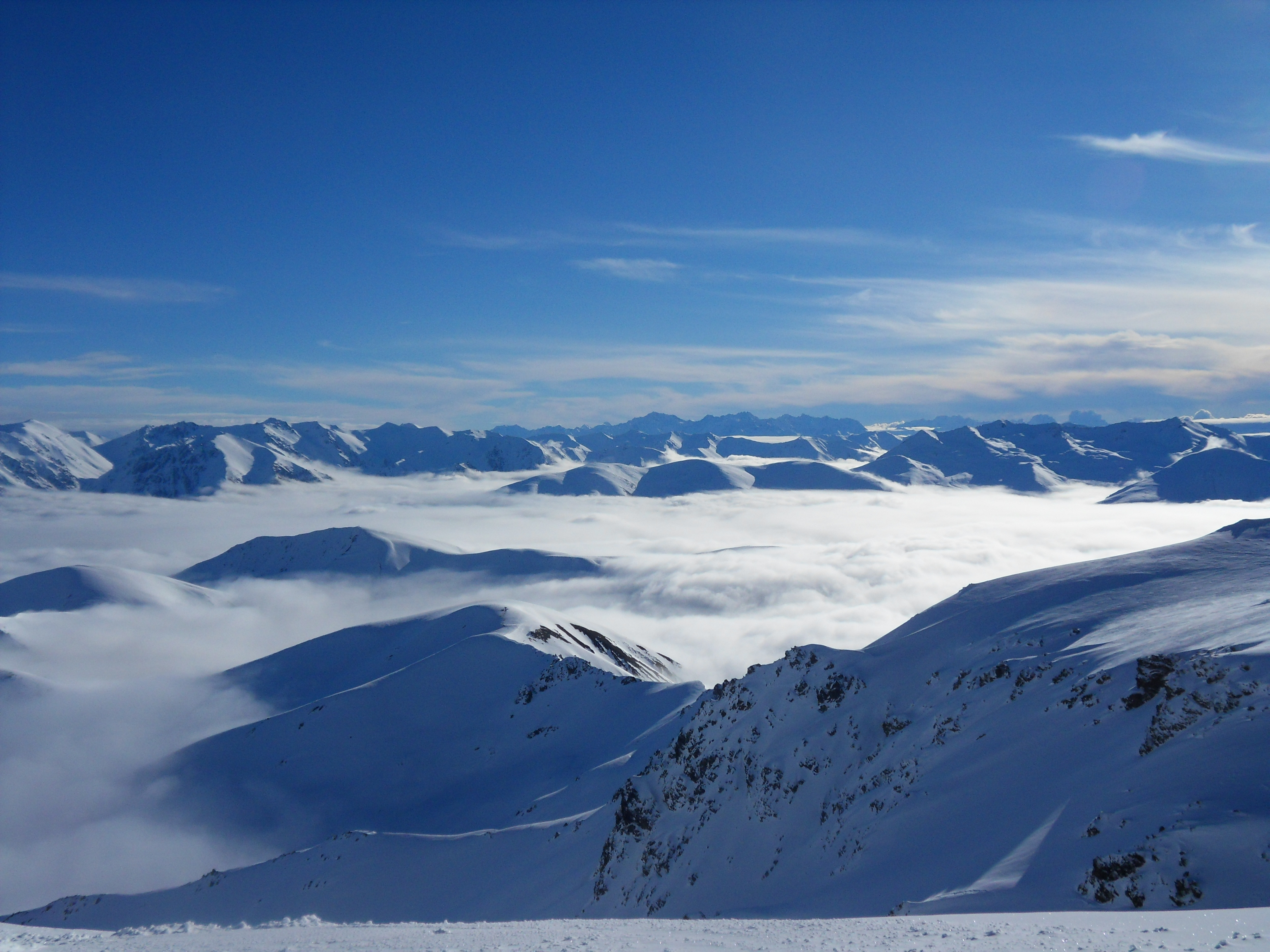
Vue des Alpes du Sud depuis le mont Hutt.

Vue du mont Sefton (au milieu) et de l'Aoraki/Mont Cook (à droite).

| Sommet                | Altitude     |
| --------------------- | ------------ |
| Aoraki/Mont Cook      | 3 724 mètres |
| Mont Tasman           | 3 497 mètres |
| Mont Dampier          | 3 440 mètres |
| Mont Silberhorn       | 3 300 mètres |
| Mont Hicks (en)       | 3 216 mètres |
| Mont Malte Brun (en)  | 3 199 mètres |
| Pic Torres            | 3 165 mètres |
| Mont Sefton (en)      | 3 157 mètres |
| Mont Haast            | 3 138 mètres |
| Mont Elie de Beaumont | 3 117 mètres |
| Pic Douglas           | 3 085 mètres |
| Mont La Perouse       | 3 081 mètres |
| Haidinger             | 3 066 mètres |
| Mont Magellan         | 3 049 mètres |
| The Minarets          | 3 048 mètres |
| Mont Aspiring/Tititea | 3 033 mètres |
| Mont Dixon            | 3 004 mètres |

## Sources